# Episodi di Copper (prima stagione)
La prima stagione della serie televisiva Copper è stata trasmessa dal canale statunitense BBC America dal 19 agosto al 21 ottobre 2012.
In Italia la stagione è andata in onda in prima visione sul canale satellitare Fox Crime dall'11 ottobre al 13 dicembre 2012.
| nº | Titolo originale             | Titolo italiano              | Prima TV USA      | Prima TV Italia  |
| -- | ---------------------------- | ---------------------------- | ----------------- | ---------------- |
| 1  | Surviving Death              | Sopravvivere alla morte      | 19 agosto 2012    | 11 ottobre 2012  |
| 2  | Husbands and Fathers         | Mariti e padri               | 26 agosto 2012    | 18 ottobre 2012  |
| 3  | In the Hands of an Angry God | Nelle mani di un Dio adirato | 2 settembre 2012  | 25 ottobre 2012  |
| 4  | The Empty Locket             | Il registro                  | 9 settembre 2012  | 1º novembre 2012 |
| 5  | La Tempête                   | La tempesta                  | 16 settembre 2012 | 8 novembre 2012  |
| 6  | Arsenic and Old Cake'        | Arsenico e vecchi dolci      | 23 settembre 2012 | 15 novembre 2012 |
| 7  | The Hudson River School      | La Hudson River School       | 30 settembre 2012 | 22 novembre 2012 |
| 8  | Better Times Are Coming      | Tempi migliori               | 7 ottobre 2012    | 29 novembre 2012 |
| 9  | A Day to Give Thanks         | Un giorno per ringraziare    | 14 ottobre 2012   | 6 dicembre 2012  |
| 10 | A Vast and Fiendish Plot     | Il complotto                 | 21 ottobre 2012   | 13 dicembre 2012 |

## Sopravvivere alla morte
- Titolo originale: Surviving Death
- Diretto da: Jeff Woolnough
- Scritto da: Tom Fontana e Will Rokos

## Mariti e padri
- Titolo originale: Husbands and Fathers
- Diretto da: Jeff Woolnough
- Scritto da: Tom Fontana e Will Rokos (soggetto); Will Rokos (sceneggiatura)

## Nelle mani di un Dio adirato
- Titolo originale: In the Hands of an Angry God
- Diretto da: Clark Johnson
- Scritto da: Tom Fontana e Will Rokos (soggetto); Frank Pugliese (sceneggiatura)

## Il registro
- Titolo originale: The Empty Locket
- Diretto da: Clark Johnson
- Scritto da: Tom Fontana e Will Rokos (soggetto); Kyle Bradstreet (sceneggiatura)

## La tempesta
- Titolo originale: La Tempête
- Diretto da: Jeff Woolnough
- Scritto da: Tom Fontana e Will Rokos (soggetto); Brant Englestein (sceneggiatura)

## Arsenico e vecchi dolci
- Titolo originale: Arsenic and Old Cake
- Diretto da: Jeff Woolnough
- Scritto da: Tom Fontana e Will Rokos (soggetto); Kevin Deiboldt (sceneggiatura)

## La Hudson River School
- Titolo originale: The Hudson River School
- Diretto da: Larysa Kondracki
- Scritto da: Tom Fontana e Will Rokos (soggetto); Frank Pugliese (sceneggiatura)

## Tempi migliori
- Titolo originale: Better Times are Coming
- Diretto da: Larysa Kondracki
- Scritto da: Tom Fontana e Will Rokos (soggetto); Sara Cooper (sceneggiatura)

## Un giorno per ringraziare
- Titolo originale: A Day to Give Thanks
- Diretto da: Ken Girotti
- Scritto da: Tom Fontana e Will Rokos (soggetto); Kyle Bradstreet (sceneggiatura)

## Il complotto
- Titolo originale: A Vast and Fiendish Plot
- Diretto da: Ken Girotti
- Scritto da: Tom Fontana e Will Rokos (soggetto); Will Rokos (sceneggiatura)